# Shizuoka
Shizuoka (jap. 静岡市 Shizuoka-shi, deutsch ‚[kreisfreie] Stadt Shizuoka‘, englisch City of Shizuoka/Shizuoka City/Shizuoka, Shizuoka) ist eine designierte Großstadt, zweitgrößte Stadt und Verwaltungssitz der gleichnamigen Präfektur Shizuoka (Shizuoka-ken) an der Südostküste von Honshū, der Hauptinsel von Japan. Die Region ist stark durch Erdbeben gefährdet.
Die Universität Shizuoka wurde im Jahre 1949 gegründet. Shizuoka ist Zentrum des japanischen Teehandels, in der Umgebung werden Tee und Orangen angebaut. Wirtschaftlich bedeutsam sind auch die Lack-, Bambus- und Korbwarenherstellung, sowie der Maschinenbau.

## Geschichte

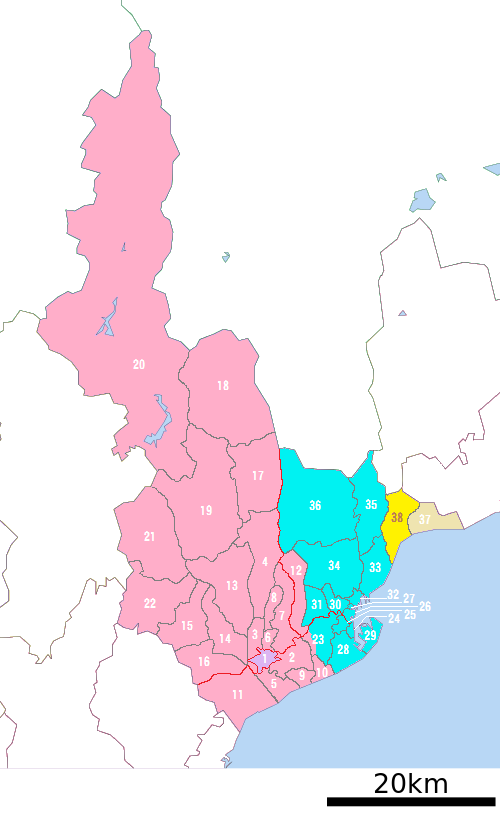
Karte der Vorläufergemeinden der „neuen“ Stadt Shizuoka: lila+pink „alte“ Shizuoka-shi bis 2003, blau Shimizu-shi bis 2003, gelb Yui-chō bis 2008, beige Ganbara-chō bis 2006; ursprüngliche moderne Städte und Dörfer 19.–20. Jahrhundert nummeriert, Landkreisgrenzen der 1890er Jahre rot; 1./lila ist die ursprüngliche Shizuoka-shi bei ihrer Gründung 1889.

Schon 200 bis 300 n. Chr. wurde hier gesiedelt, später verlief hier eine Handelsstraße. Die Stadt hieß ursprünglich Sumpu (駿府), eine Kurzform von Suruga Fuchū (駿河府中, dt. „Hauptstadt von Suruga“). Tokugawa Ieyasu, einer der drei Reichseiniger und Gründer des Tokugawa-Shōgunats, hatte hier seinen Altersruhesitz.
Da Fuchū auch Verrat (不忠) heißen kann, entschloss man sich 1869, die Stadt umzubenennen. Der neue Name sollte nach dem in der Nähe der Burg Sumpu gelegenen Berg bzw. Hügel (oka) Shizuhata (賤機山/賎機山) Shizugaoka (賎ヶ丘) lauten. Da das Kanji 賎 jedoch „ärmlich; gierig“ bedeutet, wurde es durch das homophone 静 mit der Bedeutung „ruhig, friedlich“ ersetzt; zudem wurde letztendlich die archaische Partikel ga weggelassen.
Am 1. April 1889 erfolgte die Gründung von Shizuokashi (kreisfreie Stadt Shizuoka) aus Teilen der bisherigen Landkreise (-gun) Abe und Udo der Präfektur (-ken) Shizuoka.
Im Rahmen des Zweiten Weltkriegs wurde die Stadt zwischen März 1945 und Juni 1945 mehrfach durch die United States Army Air Forces (USAAF) mit bombardiert. Der folgenschwerste Angriff war ein Flächenbombardement mit Napalmbomben am 19. Juni 1945. Die Angriffe zerstörten rund 66 % des Stadtgebietes und forderten 1.950 Tote (siehe Luftangriffe auf Japan).
Die hier beschriebene „neue“ Stadt Shizuoka entstand 2003 durch die Fusion der „alten“ Stadt Shizuoka mit der Stadt Shimizu. Sie wurde sofort zur designierten Großstadt. Zwei weitere Eingemeindungen in den 2000er Jahren brachten das Stadtgebiet auf den heutigen Stand.

## Politik

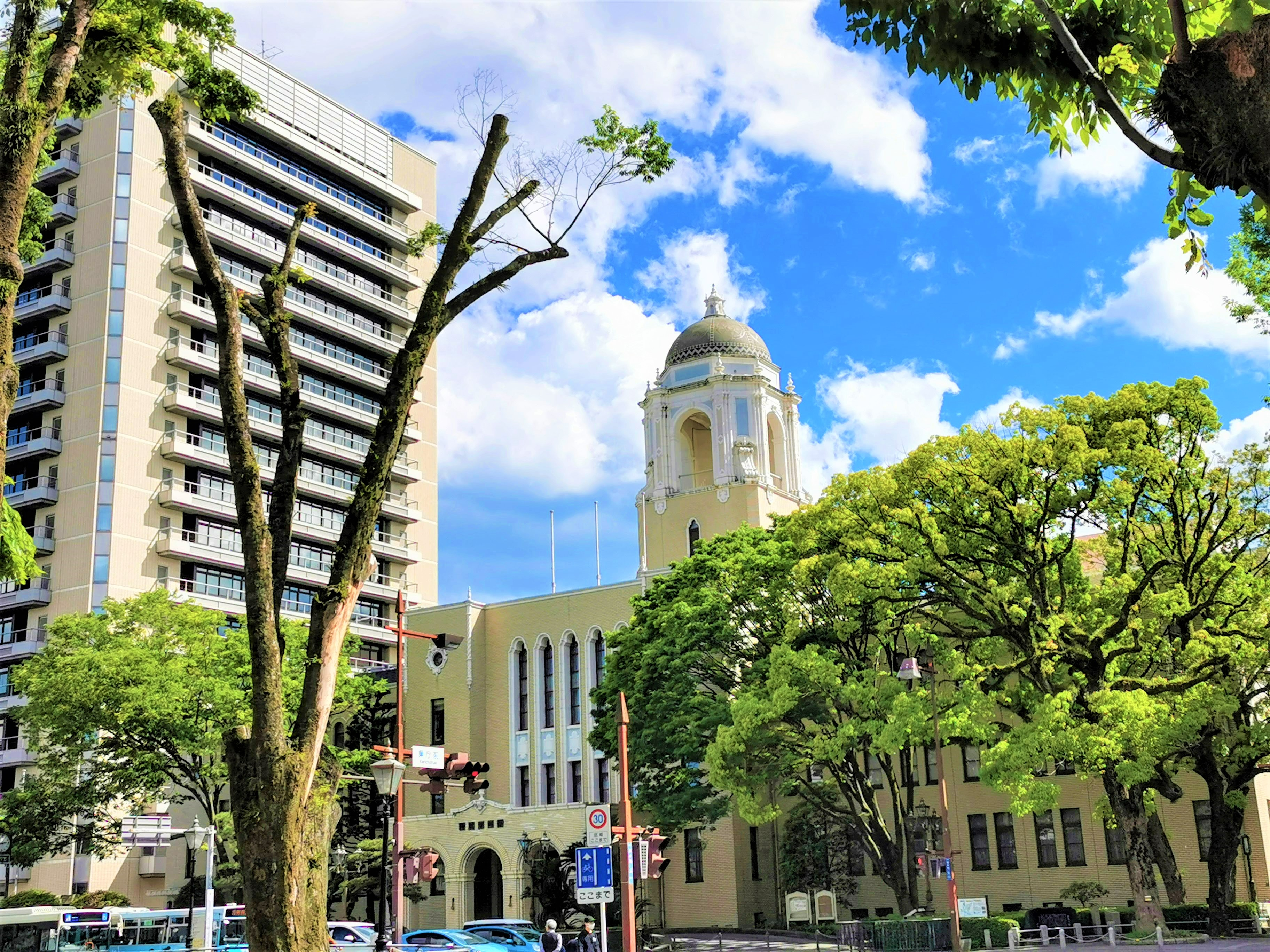
Rathaus Shizuoka (2021)

Zum Nachfolger von Nobuhiro Tanabe als Bürgermeister von Shizuoka wurde bei den einheitlichen Regionalwahlen 2023 der ehemalige Vizegouverneur von Shizuoka Takashi Nanba gewählt. Er setzte sich mit breiter Parteienunterstützung von LDP, KDP, Kōmeitō und DVP und 58 % der Stimmen gegen den ehemaligen Präfekturparlamentsabgeordneten Makoto Yamada (31,4 %) und die KPJ-Kandidatin Chika Suzuki (10,6 %) durch.
Das Parlament der Stadt Shizuoka hat regulär 48 Mitglieder und wurde im März 2025 neu gewählt, wie in allen designierten Großstädten fungieren die Bezirke als Wahlkreise (Aoi 17 Sitze, Suruga 15, Shimizu 16). Die Wahlbeteiligung erholte sich vom Rekordtief 2021 leicht um rund zwei Punkte auf 42,0 %. Die Liberaldemokratische Partei (LDP) verlor gegenüber vor der Wahl drei Sitze, ein neuer nationaler Skandal um Geschenkgutscheine für LDP-Abgeordnete fiel in den Wahlkampf. In zwei der drei Wahlkreise erhielten neue Kandidaten der DVP mit Abstand die meisten Stimmen, im dritten einer der Kōmeitō. Insgesamt verteilten sich die Sitze wie folgt auf die Parteien: LDP 19, Kōmeitō 6, KDP 4, KPJ 4, DVP 2, Sonstige 2 (darunter ein Grüner), ohne Parteinominierung 11.
Im 68-köpfigen Parlament der Präfektur Shizuoka ist die Stadt Shizuoka mit insgesamt 13 Abgeordneten vertreten (Bezirk Aoi: 5, Bezirke Suruga und Shimizu: je 4). Bei der ebenfalls als Teil der einheitlichen Wahlen durchgeführten Präfekturparlamentswahl 2023 wurden aus den drei Wahlkreisen in der Stadt Shizuoka vier Unabhängige, vier LDP-Kandidaten, drei der Kōmeitō und je einer von KDP und DVP gewählt.
Für das Unterhaus des nationalen Parlaments wird die Stadt Shizuoka von den Wahlkreisen Shizuoka 1 und 4 abgedeckt. Den Wahlkreis 1 im Westen, der ganz in der Stadt liegt, hielt bei der Wahl 2024 die ehemalige Außen- und Justizministerin Yōko Kamikawa (LDP). Den Wahlkreis Shizuoka 4, der neben dem Ostteil der Stadt Shizuoka auch die Städte Fuji und Fujinomiya umfasst, gewann Ken Tanaka (DVP).

### Stadtgliederung
Am 1. April 2003 schlossen sich Shizuoka und Shimizu zum neuen Shizuoka zusammen. Am 1. April 2005 wurde Shizuoka zu einer durch „Regierungserlass bestimmten Großstadt“ (seirei shitei toshi) ernannt und die Stadtbezirke (ku) Aoi-ku, Suruga-ku und Shimizu-ku eingerichtet.

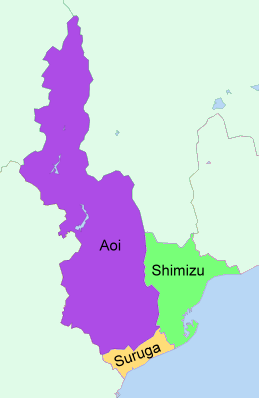
Die Stadtbezirke von Shizuoka

| Code mit Prüfziffer | Name         | Name   | Fläche (in km²) | Bevölkerung   | Bevölkerungs- dichte (Ew./km²) |         |
| Code mit Prüfziffer | Rōmaji       | Kanji  | 1. Okt. 20171   | 1. Okt. 20182 | 1. Okt. 20153                  |         |
| ------------------- | ------------ | ------ | --------------- | ------------- | ------------------------------ | ------- |
| 22101-5             | Aoi-ku       | 葵区   | 1073,76         | 250.232       | 253.593                        | 236,17  |
| 22102-3             | Suruga-ku    | 駿河区 | 73,05           | 211.476       | 212.419                        | 2907,86 |
| 22103-1             | Shimizu-ku   | 清水区 | 265,09          | 233.708       | 238.977                        | 901,49  |
| 22100-7             | Shizuoka-shi | 静岡市 | 1411,90         | 695.416       | 704.989                        | 499,32  |

## Sehenswürdigkeiten
- Burg Sumpu (駿府城, Sumpu-jō)

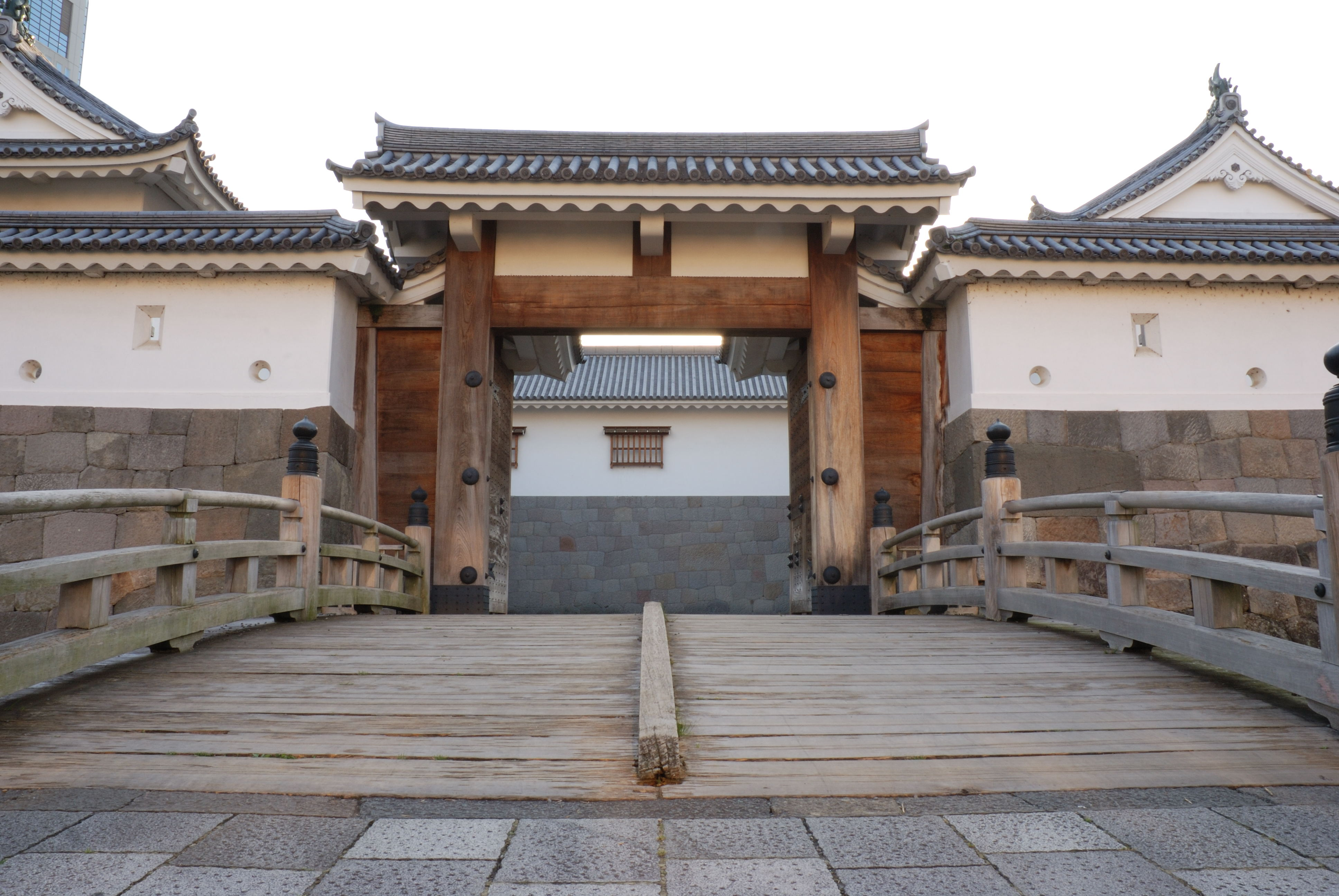
Eingang zur Burg Sumpu

- Ausgrabungsstätte Toro (Toro-iseki); Siedlungsüberreste und Reisfelder aus der Yayoi-Zeit (300 v. Chr.–300 n. Chr.)

## Verkehr
- Zug:
  - JR Tōkaidō-Shinkansen hält in Bahnhof Shizuoka.
  - JR Tōkaidō-Hauptlinie, nach Tokio oder Kōbe
  - Shizuoka Tetsudō (Shizutetsu) Shizuoka-Shimizu-Linie
  - Ōigawa Tetsudō (Daitetsu) Ikawa-Linie (Zahnradbahn)
  - Nihondaira-Seilbahn
- Straße:
  - Tōmei-Autobahn und Shin-Tōmei-Autobahn, Richtung Tokio oder Nagoya (mautpflichtig)
  - Nationalstraße 1, Richtung Tokio oder Kyōto

## Bildung
- Präfekturuniversität Shizuoka
- Universität Shizuoka

## Angrenzende Städte und Gemeinden
- Präfektur Shizuoka
  - Fuji
  - Fujieda
  - Yaizu
- Präfektur Yamanashi
  - Minami-Alps

## Einwohnerentwicklung
| Jahr | Bevölkerung |
| ---- | ----------- |
| 2015 | 704.989     |
| 2010 | 716.197     |
| 2005 | 700.886     |
| 2000 | 469.695     |
| 1995 | 474.092     |
| 1990 | 472.196     |
| 1985 | 468.362     |
| 1980 | 458.341     |

## Söhne und Töchter der Stadt
- Yoshitaka Amano (* 1952), Illustrator
- Kazuyoshi Hoshino (* 1947), Autorennfahrer
- Shikazo Iguchi (1889–1956), Bauingenieur
- Tomoya Inukai (* 1993), Fußballspieler
- Takkyu Ishino (* 1967), DJ & Technoproduzent
- Yōko Kamikawa (* 1953), Politikerin
- Takumi Katai (* 1995), Fußballspieler
- Kazuo Katase (1947–2024), Künstler
- Riyo Kawamoto (* 2001), Fußballspieler
- Yahiro Kazama (* 1961), Fußballspieler
- Naoya Kikuchi (* 1984), Fußballspieler
- Shuta Kikuchi (* 2003), Fußballspieler
- Tomoka Kimura (* 1994), Leichtathletin
- Toshi Kubota, Singer-Songwriter
- Naoki Kuriyama (* 1990), Fußballspieler
- Nanako Matsumoto (* 1996), Sprinterin
- Kazuyoshi Miura (* 1967), Fußballspieler
- Kōta Miyamoto (* 1996), Fußballspieler
- Takuma Mizutani (* 1996), Fußballspieler
- Hisashi Mizutori (* 1980), Kunstturner
- Riyo Mori (* 1986), Miss Universe 2007
- Shun Nagasawa (* 1988), Fußballspieler
- Yuki Nakamura (* 1987), Fußballspieler
- Kyōsuke Narita (* 1992), Fußballspieler
- Hikaru Naruoka (* 2002), Fußballspieler
- Kenta Nishizawa (* 1996), Fußballspieler
- Shinji Ono (* 1979), Fußballspieler
- Kento Onodera (* 1991), Fußballspieler
- Momoko Sakura, Manga-Zeichnerin
- Serizawa Chōsuke (1919–2006), Archäologe
- Serizawa Keisuke (1895–1984), Färber und Kunsthandwerker
- Makoto Shibahara (* 1992), Fußballspieler
- Rikihiro Sugiyama (* 1987), Fußballspieler
- Junya Suzuki (* 1996), Fußballspieler
- Keita Suzuki (* 1981), Fußballspieler
- Yūichi Suzumoto (* 1969), Schriftsteller
- Toranosuke Takagi (* 1974), Rennfahrer
- Kei Takase (* 1988), Sprinter
- Natsuki Takaya (* 1973), Manga-Zeichnerin
- Ryo Tanabashi (1907–1974), Bauingenieur
- Shun Tanaka (* 1988), Fußballspieler
- Atsuto Tatara (* 1987), Fußballspieler
- Yūgo Tatsuta (* 1998), Fußballspieler
- Kamekichi Tokita (1897–1948), japanisch-amerikanischer Maler und Tagebuchschreiber
- Masami Tsuchiya (* 1952), Musiker
- Kazushi Uchida (* 1987), Fußballspieler
- Yoshito Usui (1958–2009), Manga-Zeichner

## Sport
Shizuoka ist die Heimat des Fußballvereins Shimizu S-Pulse aus der J. League, dessen Spiele im Nihondaira Sports Stadion ausgetragen werden.